# Griu de Redovà
El Griu de Redovà és una escultura ibera que va ser trobada al municipi de Redovà, província d'Alacant (País Valencià), concretament al paratge conegut com El Mulagar, l'any 1893, en el curs d'unes excavacions dutes a terme per Valeriano Aracil.
És una imatge d'un ésser mitològic meitat home meitat àguila. L'obra representa un griu o animal fantàstic, amb ulls sortits, gargamelles obertes en forma de bec, grans celles unides, simulant una palmeta protohel·lènica, xipriota o fenícia, i en la cèrvix té una cresta denticulada, flanquejada per sengles banyes caprines.
Aquesta escultura va ser exhibida al Museu del Louvre, fins que va ser duta a Espanya l'any 1941. Actualment es troba al Museu Arqueològic Nacional de Madrid.
Alguns experts la situen amb certs trets que podrien assenyalar que l'escultor que la va esculpir pogués ser el mateix que va realitzar la Dama d'Elx.